# Leptolalax liui
Leptolalax liui es una especie  de anfibios de la familia Megophryidae.

## Distribución geográfica
Se encuentra en el sudeste de la  China y posiblemente también en el Vietnam.

## Estado de conservación
Se encuentra amenazada de extinción por la pérdida de su hábitat natural.